# Exhale (песня Сабрины Карпентер)
«Exhale» — песня, записанная американской певицей Сабриной Карпентер с её четвёртого студийного альбома Singular: Act II (2019), выпущенная в качестве второго сингла альбома 3 мая 2019 года. Перед выходом песни Карпентер исполнила её на бис в туре Singular Tour.

## Предыстория и выпуск
Карпентер заявила, что «Exhale» — самая сложная песня для неё, поскольку она становится очень эмоциональной. Карпентер также описала песню как свою самую личную и уязвимую песню на сегодняшний день. Карпентер начала исполнять песню на бис в рамках тура Singular. После приёма со стороны своих поклонников Карпентер задумалась о включении песни в альбом Singular: Act II, прежде чем, наконец, решила включить её в трек-лист.
В апреле 2019 года Карпентер заявила, что «Exhale» выйдет очень скоро, предположительно в качестве сингла. Карпентер ещё больше подогрела слухи на церемонии вручения премии Billboard Music Awards 2019, заявив, что скоро выпустит свою «самую личную песню на сегодняшний день». 2 мая 2019 года Карпентер официально анонсировала сингл через свои социальные сети. Песня была выпущена тем же вечером.
Песня была написана в 2019 году, незадолго до того, как Карпентер отправилась в турне Singular, Карпентер, Россом Голаном и продюсером песни Йоханом Карлссоном. Вокал был спродюсирован Карлссоном и Ноем Пассовым. Карлссон играл на электрогитаре, программировал и исполнял бэк-вокал вместе с Карпентер и Голаном в треке. Струнные были записаны и отредактированы Маттиасом Байлундом в студии Borgen в Партилле и аранжированы Нильсом-Петтером Анкарбломом. Оркестр состоит из Дэвида Буковинского, играющего на виолончели, Маттиас Йоханссон на скрипке, Байлунд и Анкарблом на струнных синтезаторах. Песня была сведена Сербаном Генеа в студии MixStar в Вирджиния-Бич, а Джон Хейнс выступил в качестве звукоинженера для микширования. Мастеринг песни был выполнен Крисом Герингером в студии Sterling Sound в Нью-Йорке при участии Уилла Квиннелла в качестве ассистента.

## Композиция
«Exhale» — «мрачная» R&B баллада в стиле мидтемпо, которая длится две минуты и сорок четыре секунды. Лирически песня посвящена давлению и тревоге в жизни и необходимости сделать передышку или отдохнуть от них.

## Музыкальное видео
Релиз песни сопровождался видеороликом с визуализатором. В нём представлена отредактированная в цифровом формате версия обложки сингла передвигаясь по это. Премьера официального клипа на песню состоялась на каналах Carpenter на YouTube и VEVO 17 мая 2019 года. Режиссёром фильма выступил Маугли Ли, и в нем Карпентер поёт в долине. В конце видео студийный вокал Карпентер переходит в живое исполнение песни акапелла. Джон Блистейн из Rolling Stone назвал видео «простым, но впечатляющим».

## Живые выступления
«Exhale» была исполнена на бис в рамках тура Singular.

## Кредиты и персонал

### Запись и менеджмент
Струнные записаны и отредактированы в Studio Borgen (Партилле, Швеция)
Сведение в MixStar Studios (Вирджиния-Бич, Вирджиния)
Мастеринг в Sterling Sound (Нью-Йорк)
MXM (ASCAP) все права принадлежат музыкальному издательству Kobalt Songs (ASCAP), Back In Djibouti (BMI) и Warner Tamerlane Publishing Corp. (BMI) все права на саму obo и обратно в Джибути принадлежат Warner-Tamerlane Publishing Corp., Seven Summits Music (BMI), самой obo и Pink Mic Music (BMI).

### Персонал
Сабрина Карпентер – ведущий вокал, автор песен, бэк-вокал
Йохан Карлссон – автор песен, продюсирование для MXM Productions, продюсирование вокала, бэк-вокал, программирование, электрогитара
Росс Голан – автор песен, бэк-вокал
Ной Пассовой – вокальное продюсирование
Маттиас Йоханссон – скрипка
Маттиас Байлунд – струнный синтезатор, запись струн, редактирование струн
Нильс-Петтер Анкарблом – струнный синтезатор, аранжировка струн
Дэвид Буковински – виолончель
Сербан Генеа – сведение
Джон Хейнс – инженерия
Крис Герингер – мастеринг
Уилл Квиннелл – ассистент
Титры адаптированы по Singularː Act II.